# Rovníkový protiproud

Rovníkové proudy a protiproudy

Rovníkový protiproud je společný název pro teplý mořský proud plynoucí souběžně s rovníkem východním směrem.

## Vznik
Pasáty, převládající větry nad tropickými oceány vanoucí směrem od zeměpisných pólů k rovníku se vlivem Coriolisovy síly stáčejí. Na jižní polokouli doleva a na severní doprava, ve výsledku zhruba před dosažením rovníku směřují již oba západním směrem a to přibližně po obou stranách rovníku. Tlakem pasátů na mořskou hladinu vznikají teplé mořské proudy, (severní rovníkový proud a jižní rovníkový proud) proudící celoročně okolo rovníku na západ. Tato situace platí pro Atlantský i Tichý oceán, pro Indický oceán je severní rovníkový proud závislý na ročním období a není souběžný s rovníkem.
Objem vody přesouvaný těmito proudy je obrovský. Pro zachování rovnováhy mořské hladiny se vrací obdobné množství vody zpět rovníkovým protiproudem tekoucím mezi těmito dvěma proudy přibližně po rovníku směrem na východ. Na úroveň rovníku pasáty vanoucí k západu již nedosahují, je tam tzv. rovníková tišina. 
Rovníkový protiproud, teplý proud s minimem živin a chudý na mořské živočichy, není tedy způsobován tlakem větru, nýbrž vyrovnáváním výšky hladiny oceánu a tlaku vzduchu.

## Atlantský oceán
Zde směrem od Afriky k Americe plynou dva atlantské rovníkové proudy, po severní straně rovníku severní rovníkový proud se u středoamerických Antil částečně stáčí na sever k Bahamám a částečně napájí Mexický záliv. Jižně od rovníku směřuje západním směrem jižní rovníkový proud který částečně zasahuje i na severní polokouli a štěpí se na větev tekoucí jižním směrem okolo Brazílie a větev směřující do Mexického zálivu.
Přibližně na 30° západní zeměpisné délky vzniká uprostřed těchto dvou rovníkových proudů silný a teplý rovníkový protiproud směřující opačným směrem k Africe až do Guinejského zálivu, kde se mísí s Benguelským proudem. Tento atlantský rovníkový protiproud se také nazývá Guinejský proud.

## Tichý oceán
Směrem od Ameriky k Asii směřují okolo rovníku dva tichomořské teplé rovníkové proudy. Severní rovníkový proud se u pobřeží Filipín stáčí severním směrem a pod názvem Kurošio dosahuje k Japonsku. Jižní rovníkový proud se rozděluje do několika ramen, z nichž největší uhýbá okolo východního pobřeží Austrálie k jihu a jiné se dostávají mezi ostrovy jihozápadní Asie.
Přibližně na 130° východní zeměpisné délky vzniká uprostřed těchto rovníkových proudů rovníkový protiproud směřující opačným směrem až ke Galapágám kde se střetává s Peruánským proudem. Tento pacifický rovníkový protiproud se také nazývá Cromwelův proud, je asi 4krát delší než rovníkový protiproud v Atlantiku. 

## Indický oceán
Na sever od rovníku jsou vlivem blízké a nepravidelně pevniny větrné podmínky modifikovány, místo pasátů zde po část roku vanou monzuny rozličným směrem nebo nevanou vůbec. Proto je zde pravidelný pouze jižní rovníkový proud tekoucí západním směrem od Austrálie k Africe až po úroveň Madagaskaru, kdežto severní rovníkový proud (nazýván také Monzunový proud) je dost nepravidelný a kopíruje pobřeží indického subkontinentu, Arabského poloostrova i Afrického rohu. Rovníkový protiproud zde vzniká pouze v zimním období a to zhruba na 50° východní zeměpisné délky a směřuje podél rovníku až do oblasti jižních ostrovů Indonésie. 

## Význam rovníkových protiproudů
Mimo přepravy velikého množství vody hrají rovníkové protiproudy i důležitou roli při zpětném transportu tepla na východ, které odnesly rovníkové proudy západním směrem. Protiproud v Atlantiku také snižuje salinitu vody Atlantiku, protože zanáší směrem k břehům Afriky sladkou vodu Amazonky. Pacifický protiproud je silnější v období El Niño, tehdy zasahuje daleko do Peruánského proudu a mj. svou absenci živin způsobuje snížení množství vylovených ryb na západním pobřeží Jižní Ameriky. 

## Poznámka
Polohy rovníkových protiproudů v Atlantském i Tichém oceánu, stejně jako ostatních mořských proudů jsou proměnné, mění se s ročním obdobím (teplota vody) i s povětrnostními podmínkami. Průměrně bývají posunuty od rovníku severněji (3° až 10°), mnohde tekou zcela na severní polokouli. Mimo polohy je proměnlivá i šířka, vodnost a rychlost proudění vody. Sezónní změny jsou výraznější během léta v Atlantiku a na podzim v Pacifiku. V Indickém oceánu teče rovníkový protiproud souběžně s rovníkem po jižní polokouli.